# Musculus iliococcygeus
De musculus iliococcygeus is een spier die een onderdeel vormt van de bekkenbodem en daarbij de bekkeningewanden ondersteunt. Hij vormt samen met de musculus pubococcygeus, de musculus puborectalis en de musculus levator prostatae (bij de man) of de musculus pubovaginalis (bij de vrouw) de musculus levator ani. De oorsprong (origo) van de musculus iliococcygeus is de arcus tendineus musculi levatoris ani. Het aanhechtingspunt (insertio) ligt bij het ligamentum anococcygeum en het onderste deel van het stuitbeen (os coccygis). De spier wordt geïnnerveerd door de nervus pudendus.